# 肯辛頓 (堪薩斯州)
肯辛頓（英語：Kensington）是一個位於美國堪薩斯州史密斯縣的城市。

## 地方資料
根據2020年美國人口普查的數據，肯辛頓的面積為0.87平方千米，當中陸地面積為0.87平方千米，而水域面積為0.00平方千米。當地共有人口399人，而人口密度為每平方千米458.62人。